# مرغان روغنی
مرغان روغنی (به لاتین: Steatornithidae) تیره‌ای از پرندگان است که شامل یک گونهٔ موجود، یعنی مرغ روغنی (Steatornis caripensis) و سردهٔ منقرض‌شدهٔ یورونیکتیبیوس (Euronyctibius) می‌شود.